# Stradivarius (The Walking Dead)
«Stradivarius» —título original en inglés y español»— es el séptimo episodio de la novena temporada de la serie de televisión posapocalíptica, horror The Walking Dead. En el guion estuvo cargo Vivian Tse y Michael Cudlitz dirigió el episodio, quien anteriormente formó parte del elenco principal de la serie como el sargento Abraham Ford desde la cuarta temporada hasta la séptima temporada, el episodio salió al aire en el canal AMC el 18 de noviembre de 2018. Fox hará lo propio en España e Hispanoamérica el día siguiente, respectivamente. 

## Trama
En la colonia Hilltop, Tara repasa las actividades del día con Jesús, revelando que Maggie decidió irse con su hijo Hershel y se unió a la comunidad de Georgie, dejando a Jesús a cargo de Hilltop. Además, discutieron la situación entre Hilltop y Alexandria, ya que las dos comunidades se negaron a trabajar juntas debido a eventos pasados. Más tarde, Jesús se escapa de Hilltop y se reúne con Aaron, donde practican el combate a corta distancia y discuten en privado cómo pueden ayudar a restaurar la confianza entre sus dos comunidades. De repente, ven una horda caminante cerca y encuentran a una herida Rosita que necesita su ayuda. La llevan de vuelta a Hilltop para recibir atención médica.
Michonne, con Siddiq y DJ, llevan al grupo de Magna a su antiguo campamento, encontrando que su contenedor de envío que habían utilizado para refugiarse se había volcado, al parecer por una gran manada. Luke, un exprofesor de música, recupera un suministro de instrumentos musicales entre ellos una Flauta dulce que había escondido allí. Michonne afirma que esto será lo más lejos posible y se prepara para regresar a Alexandría, pero Magna la convence de que necesita quedarse con ellos para discutir su caso con Maggie. Ellos encuentran refugio para la noche. Durante la noche, Luke limpia de la chatarra en el edificio, alertando a Michonne, y cuando él emerge con un objeto, ella lo corta en dos. Revela que el objeto era un raro Stradivarius violín, uno que había encontrado anteriormente en los viajes de su grupo y afirma que cree que al devolver el arte y la música, podrán vencer a los caminantes. Se preparan para salir a la mañana siguiente, pero una horda caminante ha rodeado el edificio. El grupo elimina eficientemente a los caminantes hasta que ven a uno que reconocen como Bernie, un exmiembro del grupo de Magna. Michonne elimina a un zombificado Bernie con cierto respeto antes de partir. Cuando se acercan a Hilltop, Michonne nuevamente declara su intención de regresar a Alexandria, pero Siddiq revela que Maggie se ha ido de allí por mucho tiempo, Dos jinetes de Hilltop vienen de camino a Alexandria para informarles sobre Rosita, pero como están aquí, el grupo, incluida Michonne, se prepara para continuar a Hilltop, Connie cree que ve algo en el bosque, pero luego dice que no fue nada. Sin embargo, sin ser visto por el convoy, alguien los está espiando mientras se van.
Daryl lleva a Carol y Henry a su campamento, y le presenta a su perro, llamado Perro. Carol teme por la salud de Daryl ya que no ha comido mucho, pero Daryl se ha acostumbrado a eso, ya que en su curso de búsqueda del cuerpo de Rick Grimes, se ha acostumbrado a vivir solo. Esa noche, cuando Daryl lleva a Perro a revisar sus trampas, son seguidos por Henry. Perro se atasca en una de las trampas, y mientras Daryl lo libera, los caminantes se sienten abrumados. Henry interviene para ayudar a despacharlos. Cuando regresan al campamento, Henry explica que ha aprendido que es mejor mirar el panorama general de la supervivencia de todos que solo una persona. Los tres continúan hasta Hilltop. Allí, se enteran de la lesión de Rosita, y ahora despiertos, les informa sobre el extraño comportamiento de los caminantes y que Eugene todavía está ahí fuera. Aaron, Daryl y Jesús salen a buscar a Eugene.

## Producción

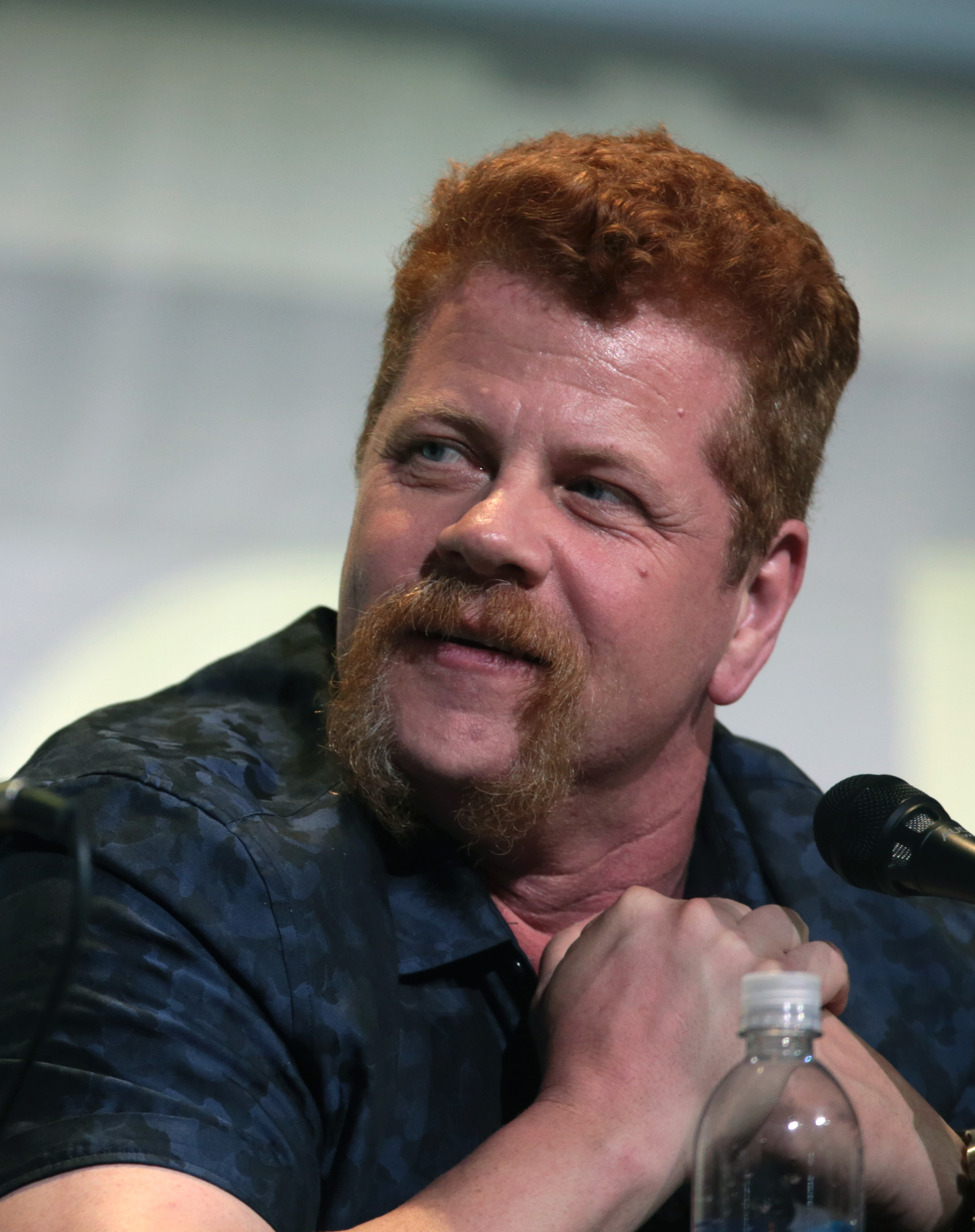
El episodio fue dirigido por el exmiembro del reparto principal Michael Cudlitz quien interpretó a Abraham Ford, desde la cuarta temporada hasta la séptima temporada.

"Stradivarius" es el debut como director de Michael Cudlitz, quien había interpretado a Abraham Ford desde la temporada 4 hasta la 7 en el programa. Cudlitz había estado en línea para dirigir los episodios de Southland, una serie anterior que había protagonizado antes de The Walking Dead, pero el programa fue cancelado antes de que pudiera tener su oportunidad. Cudlitz y Gimple discutieron esta posibilidad durante su tiempo en el programa y Cudlitz volvió a mencionar esto después de su partida. Una vez que la nueva guionista Angela Kang se hizo cargo de Gimple, Gimple la puso en contacto con Cudlitz para explorar la oportunidad de dirigir.
Sabiendo que Kang estaba dando al espectáculo un estilo más occidental, Cudlitz se inspiró en películas como The Searchers y Shane El Desconocido  Una parte significativa del episodio fue el desarrollo de la historia de fondo de Daryl y por qué se había separado de los grupos, así como la forma en que se reintegraría. Norman Reedus, el actor que interpreta a Daryl, la guionista Vivian Tse y Cudlitz tuvo varias ideas de cómo deberían desempeñarse estos elementos, y los tres trabajaron para crear una historia cohesiva que se desarrollará. Cudlitz también fue responsable en este episodio de asegurarse de que se presentara una cicatriz en forma de "X" en Daryl, imitando una vista en la espalda de Michonne en el episodio anterior. Cudlitz no explicó completamente el significado de las marcas, pero indicó que estaban vinculados a la ruptura de la relación entre Michonne, Maggie y Daryl durante el salto de tiempo.
El episodio presenta un cameo de C. Thomas Howell, quien asumió el papel después de que Cudlitz se lo pidiera, ya que "necesitaban a alguien que pudiera montar a caballo y actuar". Cudlitz y Howell son amigos y anteriormente trabajaron juntos en "Southland".

## Recepción

### Recepción crítica
"Stradivarius" recibió críticas generalmente positivas de los críticos. En Rotten Tomatoes, el episodio tiene un índice de aprobación del 79% con una puntuación media de 6.03 sobre 10, según 16 comentarios. El consenso crítico dice: "Stradivarius" establece la pizarra de manera eficiente para los desarrollos prometedores y proporciona un foco de bienvenida para Daryl Dixon, pero algunos espectadores pueden sentir que "The Walking Dead" está sacrificando el desarrollo de la narrativa orgánica y demorando el tiempo con los planes.

### Calificaciones
"Stradivarius" recibió una audiencia total de 4.79 millones con una calificación de 1.8 en adultos de 18 a 49 años. Fue el programa de cable con mejor puntuación de la noche, sin embargo, el episodio se redujo en audiencia desde la semana anterior.